# Bethanie Mattek-Sands
Pour les articles homonymes, voir Sands.
Bethanie Mattek, née le 23 mars 1985 à Rochester dans le Minnesota, est une joueuse de tennis américaine, professionnelle depuis 1999.
Elle se marie le 29 novembre 2008 avec Justin Sands, président d'une compagnie d'assurances. À partir de cette date, elle joue sous le nom de Bethanie Mattek-Sands.
Elle est principalement connue pour ses performances en double, où elle est devenue numéro 1 mondiale le 9 janvier 2017. Elle a en effet remporté vingt-sept tournois dont cinq titres du Grand Chelem, acquis aux côtés de Lucie Šafářová ainsi que l'or olympique avec Jack Sock aux Jeux olympiques de Rio. Elle remporte également quatre titres du Grand Chelem en double mixte.
Bethanie Mattek se distingue particulièrement pour ses tenues originales sur le court (les chaussettes montantes étant sa marque de fabrique), se faisant par exemple sanctionner à l'US Open en 2005 pour avoir porté un chapeau de cow-boy.

## Carrière
En 2007 à Wimbledon, elle passe pour la première fois un tour en simple dans une épreuve du Grand Chelem, après huit essais infructueux. Cette performance lui permet de faire son entrée parmi les cent meilleures joueuses mondiales (99e). Habillée en tenue léopard, elle réitère le même résultat à l'US Open – puis à Roland-Garros en 2008.
En 2008, toujours sur le gazon londonien, elle se hisse en huitièmes au bénéfice d'un net succès face à Marion Bartoli (alors 10e mondiale) au troisième tour. Battue ensuite par sa compatriote Serena Williams, elle réalise là sa meilleure prestation en Grand Chelem.
De retour dans la compétition en 2013 après une blessure, Bethanie Mattek-Sands enregistre des victoires face à des joueuses mieux classées qu'elle (Li Na, Sara Errani, Sloane Stephens et Sabine Lisicki). Elle atteint pour la première fois de sa carrière les huitièmes de finale à Roland-Garros, où elle rejoint Maria Kirilenko. 2013 représente pour l'Américaine son meilleur niveau et une remontée fulgurante au classement WTA.
Bethanie Mattek a remporté 28 tournois WTA en double dames à ce jour, notamment ceux de Charleston et Stuttgart en 2009 aux côtés de Nadia Petrova. Et surtout l'Open d'Australie, son premier tournoi du Grand Chelem en 2015, associé à la Tchèque Lucie Šafářová. Cette même année, associée à Mike Bryan, elle gagne le double mixte de Roland-Garros, et avec sa partenaire de l'Open d'Australie, elle parvient à nouveau à s'adjuger un second Grand Chelem consécutif en finale du double dames. Les deux joueuses remportent ensemble 5 titres du Grand Chelem.
En 2017, lors du tournoi de Wimbledon, elle fait un faux mouvement et s'arrache les ligaments croisés sous l'œil médusé des spectateurs. Elle est évacuée et manquera toute la fin de saison 2017.

## Palmarès

### Titre en simple dames
Aucun.

### Finales en simple dames
| No | Date       | Nom et lieu du tournoi           | Catégorie | Dotation  | Surface         | Vainqueure        | Score          |          |
| -- | ---------- | -------------------------------- | --------- | --------- | --------------- | ----------------- | -------------- | -------- |
| 1  | 27-10-2008 | Challenge Bell, Québec           | Tier III  | 175 000 $ | Moquette (int.) | Nadia Petrova     | 4-6, 6-4, 6-1  | Parcours |
| 2  | 13-09-2010 | Challenge Bell, Québec           | Intern'l  | 220 000 $ | Moquette (int.) | Tamira Paszek     | 7-66, 2-6, 7-5 | Parcours |
| 3  | 10-01-2011 | Moorilla International, Hobart   | Intern'l  | 220 000 $ | Dur (ext.)      | Jarmila Gajdošová | 6-4, 6-3       | Parcours |
| 4  | 25-02-2013 | BMW Malaysian Open, Kuala Lumpur | Intern'l  | 235 000 $ | Dur (ext.)      | Karolína Plíšková | 1-6, 7-5, 6-3  | Parcours |

### Titres en double dames
| No | Date       | Nom et lieu du tournoi                    | Catégorie | Dotation     | Surface      | Partenaire          | Finalistes                          | Score             |          |
| -- | ---------- | ----------------------------------------- | --------- | ------------ | ------------ | ------------------- | ----------------------------------- | ----------------- | -------- |
| 1  | 09-08-2004 | Odlum Brown Women’s Open Vancouver        | Tier V    | 110 000 $    | Dur (ext.)   | Abigail Spears      | Els Callens Anna-Lena Grönefeld     | 6-3, 6-3          | Parcours |
| 2  | 16-07-2007 | Western & Southern Open Cincinnati        | Tier III  | 175 000 $    | Dur (ext.)   | Sania Mirza         | Alina Jidkova Tatiana Poutchek      | 7-64, 7-5         | Parcours |
| 3  | 18-02-2008 | Copa Colsanitas Santander Bogota          | Tier III  | 185 000 $    | Terre (ext.) | Iveta Benešová      | Jelena Kostanić Martina Müller      | 6-3, 6-3          | Parcours |
| 4  | 07-04-2008 | Bausch & Lomb Championships Amelia Island | Tier II   | 600 000 $    | Terre (ext.) | Vladimíra Uhlířová  | Victoria Azarenka Elena Vesnina     | 6-3, 6-1          | Parcours |
| 5  | 13-04-2009 | Family Circle Cup Charleston              | Premier   | 1 000 000 $  | Terre (ext.) | Nadia Petrova       | Līga Dekmeijere Patty Schnyder      | 6-75, 6-2, [11-9] | Parcours |
| 6  | 27-04-2009 | Porsche Tennis Grand Prix Stuttgart       | Premier   | 700 000 $    | Terre (int.) | Nadia Petrova       | Gisela Dulko Flavia Pennetta        | 5-7, 6-3, [10-7]  | Parcours |
| 7  | 18-05-2009 | Warsaw Open Varsovie                      | Premier   | 600 000 $    | Terre (ext.) | Raquel Kops-Jones   | Yan Zi Zheng Jie                    | 6-1, 6-1          | Parcours |
| 8  | 05-04-2010 | MPS Group Championships Ponte Vedra Beach | Intern'l  | 220 000 $    | Terre (ext.) | Yan Zi              | Chuang Chia-jung Peng Shuai         | 4-6, 6-4, [10-8]  | Parcours |
| 9  | 07-02-2011 | Open GDF Suez Paris                       | Premier   | 618 000 $    | Dur (int.)   | Meghann Shaughnessy | Vera Dushevina Ekaterina Makarova   | 6-4, 6-2          | Parcours |
| 10 | 21-05-2012 | Brussels Open Bruxelles                   | Premier   | 637 000 $    | Terre (ext.) | Sania Mirza         | Alicja Rosolska Zheng Jie           | 6-3, 6-2          | Parcours |
| 11 | 31-12-2012 | Brisbane International Brisbane           | Premier   | 1 000 000 $  | Dur (ext.)   | Sania Mirza         | Anna-Lena Grönefeld Květa Peschke   | 4-6, 6-4, [10-7]  | Parcours |
| 12 | 18-02-2013 | Duty Free Tennis Championships Dubaï      | Premier   | 2 000 000 $  | Dur (ext.)   | Sania Mirza         | Nadia Petrova Katarina Srebotnik    | 6-4, 2-6, [10-7]  | Parcours |
| 13 | 11-01-2015 | Apia International Sydney                 | Premier   | 731 000 $    | Dur (ext.)   | Sania Mirza         | Raquel Kops-Jones Abigail Spears    | 6-3, 6-3          | Parcours |
| 14 | 19-01-2015 | Australian Open Melbourne                 | G. Chelem | 15 561 973 $ | Dur (ext.)   | Lucie Šafářová      | Chan Yung-Jan Zheng Jie             | 6-4, 7-65         | Parcours |
| 15 | 20-04-2015 | Porsche Tennis Grand Prix Stuttgart       | Premier   | 731 000 $    | Terre (int.) | Lucie Šafářová      | Caroline Garcia Katarina Srebotnik  | 6-4, 6-3          | Parcours |
| 16 | 24-05-2015 | Roland-Garros Paris                       | G. Chelem | 15 980 135 $ | Terre (ext.) | Lucie Šafářová      | Casey Dellacqua Yaroslava Shvedova  | 3-6, 6-4, 6-2     | Parcours |
| 17 | 10-08-2015 | Rogers Cup by National Bank Toronto       | Premier 5 | 2 513 000 $  | Dur (ext.)   | Lucie Šafářová      | Caroline Garcia Katarina Srebotnik  | 6-1, 6-2          | Parcours |
| 18 | 09-03-2016 | BNP Paribas Open Indian Wells             | PREMIER*  | 6 844 139 $  | Dur (ext.)   | Coco Vandeweghe     | Julia Görges Karolína Plíšková      | 4-6, 6-4, [10-6]  | Parcours |
| 19 | 22-03-2016 | Miami Open presented by Itaú Miami        | PREMIER*  | 6 844 139 $  | Dur (ext.)   | Lucie Šafářová      | Tímea Babos Yaroslava Shvedova      | 6-3, 6-4          | Parcours |
| 20 | 31-08-2016 | US Open Flushing Meadows                  | G. Chelem | 22 102 700 $ | Dur (ext.)   | Lucie Šafářová      | Caroline Garcia Kristina Mladenovic | 2-6, 7-65, 6-4    | Parcours |
| 21 | 25-09-2016 | Dongfeng Motor Open Wuhan                 | Premier 5 | 2 589 000 $  | Dur (ext.)   | Lucie Šafářová      | Sania Mirza Barbora Strýcová        | 6-1, 6-4          | Parcours |
| 22 | 01-10-2016 | China Open Pékin                          | PREMIER*  | 5 597 964 $  | Dur (ext.)   | Lucie Šafářová      | Caroline Garcia Kristina Mladenovic | 6-4, 6-4          | Parcours |
| 23 | 01-01-2017 | Brisbane International Brisbane           | Premier   | 1 000 000 $  | Dur (ext.)   | Sania Mirza         | Ekaterina Makarova Elena Vesnina    | 6-2, 6-3          | Parcours |
| 24 | 16-01-2017 | Australian Open Melbourne                 | G. Chelem | 22 697 600 $ | Dur (ext.)   | Lucie Šafářová      | Andrea Hlaváčková Peng Shuai        | 64-7, 6-3, 6-3    | Parcours |
| 25 | 03-04-2017 | Volvo Car Open Charleston                 | Premier   | 776 000 $    | Terre (ext.) | Lucie Šafářová      | Lucie Hradecká Kateřina Siniaková   | 6-1, 4-6, [10-7]  | Parcours |
| 26 | 31-05-2017 | Roland-Garros Paris                       | G. Chelem | 16 790 000 $ | Terre (ext.) | Lucie Šafářová      | Ashleigh Barty Casey Dellacqua      | 6-2, 6-1          | Parcours |
| 27 | 28-09-2019 | China Open Pékin                          | PREMIER*  | 7 430 905 $  | Dur (ext.)   | Sofia Kenin         | Jeļena Ostapenko Dayana Yastremska  | 6-3, 65-7, [10-7] | Parcours |
| 28 | 09-10-2023 | Hana Bank Korea Open Séoul                | WTA 250   | 259 303 $    | Dur (ext.)   | Marie Bouzková      | Luksika Kumkhum Peangtarn Plipuech  | 6-2, 6-1          | Parcours |
| 29 | 05-02-2024 | Mubadala Abu Dhabi Open Abou Dabi         | WTA 500   | 922 573 $    | Dur (ext.)   | Sofia Kenin         | Linda Nosková Heather Watson        | 6-4, 7-64         | Parcours |
| 30 | 19-03-2024 | Miami Open presented by Itaú Miami        | WTA 1000  | 8 770 480 $  | Dur (ext.)   | Sofia Kenin         | Gabriela Dabrowski Erin Routliffe   | 4-6, 7-65, [11-9] | Parcours |

### Finales en double dames
| No | Date       | Nom et lieu du tournoi                        | Catégorie | Dotation    | Surface         | Vainqueures                           | Partenaire          | Score             |          |
| -- | ---------- | --------------------------------------------- | --------- | ----------- | --------------- | ------------------------------------- | ------------------- | ----------------- | -------- |
| 1  | 08-08-2005 | JPMorgan Chase Open Los Angeles               | Tier II   | 585 000 $   | Dur (ext.)      | Elena Dementieva Flavia Pennetta      | Angela Haynes       | 6-2, 6-4          | Parcours |
| 2  | 08-05-2006 | ECM Open Prague                               | Tier IV   | 145 000 $   | Terre (ext.)    | Marion Bartoli Shahar Peer            | Ashley Harkleroad   | 6-4, 6-4          | Parcours |
| 3  | 15-05-2006 | GP Princesse Lalla Meryem Rabat               | Tier IV   | 145 000 $   | Terre (ext.)    | Yan Zi Zheng Jie                      | Ashley Harkleroad   | 6-1, 6-3          | Parcours |
| 4  | 15-02-2010 | M. Keegan & Cellular South Cup Memphis        | Intern'l  | 220 000 $   | Dur (int.)      | Vania King Michaëlla Krajicek         | Meghann Shaughnessy | 7-5, 6-2          | Parcours |
| 5  | 07-06-2010 | Aegon Classic Birmingham                      | Intern'l  | 220 000 $   | Gazon (ext.)    | Cara Black Lisa Raymond               | Liezel Huber        | 6-3, 3-2, ab.     | Parcours |
| 6  | 23-08-2010 | Pilot Pen Tennis at Yale New Haven            | Premier   | 600 000 $   | Dur (ext.)      | Květa Peschke Katarina Srebotnik      | Meghann Shaughnessy | 7-5, 6-0          | Parcours |
| 7  | 13-09-2010 | Challenge Bell Québec                         | Intern'l  | 220 000 $   | Moquette (int.) | Sofia Arvidsson Johanna Larsson       | Barbora Z. Strýcová | 6-1, 2-6, [10-6]  | Parcours |
| 8  | 09-03-2011 | BNP Paribas Open Indian Wells                 | PREMIER*  | 4 500 000 $ | Dur (ext.)      | Sania Mirza Elena Vesnina             | Meghann Shaughnessy | 6-0, 7-5          | Parcours |
| 9  | 04-04-2011 | Family Circle Cup Charleston                  | Premier   | 721 000 $   | Terre (ext.)    | Sania Mirza Elena Vesnina             | Meghann Shaughnessy | 6-4, 6-4          | Parcours |
| 10 | 22-04-2013 | Porsche Tennis Grand Prix Stuttgart           | Premier   | 795 707 $   | Terre (int.)    | Mona Barthel Sabine Lisicki           | Sania Mirza         | 6-4, 7-5          | Parcours |
| 11 | 04-04-2016 | Volvo Car Open Charleston                     | Premier   | 753 000 $   | Terre (ext.)    | Caroline Garcia Kristina Mladenovic   | Lucie Šafářová      | 6-2, 7-5          | Parcours |
| 12 | 23-10-2016 | BNP Paribas WTA Finals by SC Global Singapour | Masters   | 7 000 000 $ | Dur (int.)      | Ekaterina Makarova Elena Vesnina      | Lucie Šafářová      | 7-65, 6-3         | Parcours |
| 13 | 23-06-2019 | Nature Valley International Eastbourne        | Premier   | 933 612 $   | Gazon (ext.)    | Chan Hao-ching Latisha Chan           | Kirsten Flipkens    | 2-6, 6-3, [10-6]  | Parcours |
| 14 | 14-10-2019 | VTB Kremlin Cup Moscou                        | Premier   | 1 032 000 $ | Dur (int.)      | Shuko Aoyama Ena Shibahara            | Kirsten Flipkens    | 6-2, 6-1          | Tableau  |
| 15 | 19-04-2021 | Porsche Tennis Grand Prix Stuttgart           | WTA 500   | 565 530 $   | Terre (int.)    | Ashleigh Barty Jennifer Brady         | Desirae Krawczyk    | 6-4, 5-7, [10-5]  | Parcours |
| 16 | 30-05-2021 | Roland-Garros Paris                           | G. Chelem | NC          | Terre (ext.)    | Barbora Krejčíková Kateřina Siniaková | Iga Świątek         | 6-4, 6-2          | Parcours |
| 17 | 02-01-2023 | ASB Classic Auckland                          | WTA 250   | 259 303 $   | Dur (ext.)      | Miyu Kato Aldila Sutjiadi             | Leylah Fernandez    | 1-6, 7-5, [10-4]  | Parcours |
| 18 | 01-01-2024 | ASB Classic Auckland                          | WTA 250   | 267 082 $   | Dur (ext.)      | Anna Danilina Viktória Hrunčáková     | Marie Bouzková      | 6-3, 65-7, [10-8] | Parcours |
| 19 | 21-07-2024 | Prague Open 2024 Prague                       | WTA 250   | 267 082 $   | Terre (ext.)    | Barbora Krejčíková Kateřina Siniaková | Lucie Šafářová      | 6-3, 6-3          | Parcours |

### Titres en double mixte
| No | Date       | Nom et lieu du tournoi                     | Catégorie     | Dotation      | Surface      | Partenaire   | Finalistes                      | Score             |          |
| -- | ---------- | ------------------------------------------ | ------------- | ------------- | ------------ | ------------ | ------------------------------- | ----------------- | -------- |
| 1  | 01-01-2011 | Hyundai Hopman Cup XXIII Perth             | ITF           | 1 000 000 AU$ | Dur (int.)   | John Isner   | Justine Henin Ruben Bemelmans   | 2 matchs à 1      | Parcours |
| 2  | 16-01-2012 | Australian Open Melbourne                  | G. Chelem     | 12 122 762 $  | Dur (ext.)   | Horia Tecău  | Elena Vesnina Leander Paes      | 6-3, 5-7, [10-3]  | Parcours |
| 3  | 24-05-2015 | Roland-Garros Paris                        | G. Chelem     | 15 980 135 $  | Terre (ext.) | Mike Bryan   | Lucie Hradecká Marcin Matkowski | 7-63, 6-1         | Parcours |
| 4  | 06-08-2016 | Summer Olympic Tennis Event Rio de Janeiro | J. olympiques | NC            | Dur (ext.)   | Jack Sock    | Venus Williams · Rajeev Ram     | 63-7, 6-1, [10-7] | Parcours |
| 5  | 30-09-2018 | US Open Flushing Meadows                   | G. Chelem     | 505 000 $     | Dur (ext.)   | Jamie Murray | Alicja Rosolska Nikola Mektić   | 2-6, 6-3, [11-9]  | Parcours |
| 6  | 26-08-2019 | US Open Flushing Meadows                   | G. Chelem     | 577 500 $     | Dur (ext.)   | Jamie Murray | Chan Hao-ching Michael Venus    | 6-2, 6-3          | Parcours |

### Finales en double mixte
| No | Date       | Nom et lieu du tournoi    | Catégorie | Dotation     | Surface    | Vainqueures                      | Partenaire   | Score            |          |
| -- | ---------- | ------------------------- | --------- | ------------ | ---------- | -------------------------------- | ------------ | ---------------- | -------- |
| 1  | 31-08-2015 | US Open Flushing Meadows  | G. Chelem | 20 102 700 $ | Dur (ext.) | Martina Hingis Leander Paes      | Sam Querrey  | 6-4, 3-6, [10-7] | Parcours |
| 2  | 20-01-2020 | Australian Open Melbourne | G. Chelem | 682 000 $    | Dur (ext.) | Barbora Krejčíková Nikola Mektić | Jamie Murray | 5-7, 6-4, [10-1] | Tableau  |

## Parcours en Grand Chelem

### En simple dames
| Année | Open d'Australie | Open d'Australie     | Internationaux de France | Internationaux de France | Wimbledon       | Wimbledon           | US Open         | US Open            |
| ----- | ---------------- | -------------------- | ------------------------ | ------------------------ | --------------- | ------------------- | --------------- | ------------------ |
| 2000  | —                | —                    | —                        | —                        | —               | —                   | Q1              | Gisela Riera       |
| 2001  | —                | —                    | —                        | —                        | —               | —                   | 1er tour (1/64) | Alicia Molik       |
| 2002  | —                | —                    | —                        | —                        | —               | —                   | 1er tour (1/64) | Jennifer Capriati  |
| 2003  | —                | —                    | —                        | —                        | Q3              | Carly Gullickson    | 1er tour (1/64) | Nathalie Dechy     |
| 2004  | Q2               | Mariana Díaz-Oliva   | Q2                       | Rossana de los Ríos      | Q2              | Eva Birnerová       | 1er tour (1/64) | Iveta Benešová     |
| 2005  | —                | —                    | Q2                       | Henrieta Nagyová         | —               | —                   | 1er tour (1/64) | Mariana Díaz       |
| 2006  | —                | —                    | 1er tour (1/64)          | Flavia Pennetta          | 1er tour (1/64) | Venus Williams      | 1er tour (1/64) | Daniela Hantuchová |
| 2007  | —                | —                    | —                        | —                        | 2e tour (1/32)  | Svetlana Kuznetsova | 2e tour (1/32)  | Shahar Peer        |
| 2008  | —                | —                    | 2e tour (1/32)           | Maria Sharapova          | 1/8 de finale   | Serena Williams     | 2e tour (1/32)  | Alizé Cornet       |
| 2009  | —                | —                    | 1er tour (1/64)          | Venus Williams           | 1er tour (1/64) | Samantha Stosur     | 2e tour (1/32)  | Venus Williams     |
| 2010  | —                | —                    | 2e tour (1/32)           | Shahar Peer              | 1er tour (1/64) | Karolina Šprem      | 2e tour (1/32)  | Andrea Petkovic    |
| 2011  | 1er tour (1/64)  | Arantxa Rus          | 3e tour (1/16)           | Jelena Janković          | 1er tour (1/64) | Misaki Doi          | 1er tour (1/64) | Polona Hercog      |
| 2012  | 1er tour (1/64)  | Agnieszka Radwańska  | 2e tour (1/32)           | Sloane Stephens          | —               | —                   | 1er tour (1/64) | Venus Williams     |
| 2013  | Q1               | Lesia Tsurenko       | 1/8 de finale            | Maria Kirilenko          | 1er tour (1/64) | Angelique Kerber    | 2e tour (1/32)  | Ekaterina Makarova |
| 2014  | 1er tour (1/64)  | Maria Sharapova      | —                        | —                        | —               | —                   | —               | —                  |
| 2015  | 3e tour (1/16)   | Simona Halep         | 1er tour (1/64)          | Irina-Camelia Begu       | 3e tour (1/16)  | Belinda Bencic      | 3e tour (1/16)  | Serena Williams    |
| 2016  | 1er tour (1/64)  | Denisa Allertová     | 1er tour (1/64)          | Irina-Camelia Begu       | 1er tour (1/64) | Lucie Šafářová      | 1er tour (1/64) | Johanna Konta      |
| 2017  | Q3               | Elizaveta Kulichkova | 3e tour (1/16)           | Samantha Stosur          | 2e tour (1/32)  | Sorana Cîrstea      | —               | —                  |
| 2018  | —                | —                    | 2e tour (1/32)           | Andrea Petkovic          | —               | —                   | Q1              | Tereza Smitková    |
| 2019  | 1er tour (1/64)  | Zoe Hives            | —                        | —                        | —               | —                   | Q1              | Ana Bogdan         |

N.B. : à droite du résultat se trouve le nom de l'ultime adversaire.

### En double dames
N.B. : le nom de la partenaire se trouve sous le résultat ; le nom des ultimes adversaires se trouve à droite.

### En double mixte
N.B. : le nom du partenaire se trouve sous le résultat ; le nom des ultimes adversaires se trouve à droite.

## Parcours en «Premier Mandatory» et «Premier 5»
Découlant d'une réforme du circuit WTA inaugurée en 2009, les tournois WTA « Premier Mandatory » et « Premier 5 » constituent les catégories d'épreuves les plus prestigieuses, après les quatre levées du Grand Chelem.
| Année |              | Premier Mandatory            | Premier Mandatory             | Premier Mandatory             | Premier Mandatory          |       | Premier 5 | Premier 5                     | Premier 5                   | Premier 5                    | Premier 5                     | Premier 5 | Premier 5                    |
| Année | Indian Wells | Miami                        | Madrid                        | Pékin                         |                            | Dubaï | Rome      | Canada                        | Cincinnati                  |                              | Tokyo                         |           |                              |
| Année | Indian Wells | Miami                        | Madrid                        | Pékin                         |                            | Doha  | Rome      | Canada                        | Cincinnati                  |                              | Wuhan                         |           |                              |
| Année | Indian Wells | Miami                        | Madrid                        | Pékin                         |                            |       | Rome      | Canada                        | Cincinnati                  |                              |                               |           |                              |
| 2009  |              | 2e tour (1/32) G. Dulko      | 1er tour (1/64) A. Pivovarova | 1er tour (1/32) E. Dementieva |                            |       |           |                               | 2e tour (1/16) C. Wozniacki |                              |                               |           |                              |
| 2010  |              | 2e tour (1/32) S. Peer       | 1er tour (1/64) T. Bacsinszky |                               |                            |       |           |                               | 2e tour (1/16) J. Janković  | 2e tour (1/16) K. Clijsters  |                               |           |                              |
| 2011  |              | 2e tour (1/32) S. Peer       | 2e tour (1/32) C. Wozniacki   | 1/4 de finale Li N.           |                            |       |           | 1er tour (1/32) Peng S.       | 2e tour (1/16) J. Gajdošová |                              |                               |           |                              |
| 2012  |              | 1er tour (1/64) E. Makarova  |                               |                               |                            |       |           |                               |                             |                              | 1er tour (1/32) A. Hlaváčková |           |                              |
| 2013  |              | 1er tour (1/64) J. Hampton   | 2e tour (1/32) M. Kirilenko   | 1er tour (1/32) A. Ivanović   |                            |       |           | 1er tour (1/32) S. Kuznetsova |                             | 1er tour (1/32) Y. Wickmayer | 1er tour (1/32) R. Vinci      |           |                              |
| 2014  |              | 1er tour (1/64) C. Garcia    | 1er tour (1/64) E. Svitolina  |                               | 1er tour (1/32) M. Barthel |       |           | 2e tour (1/16) M. Niculescu   |                             |                              |                               |           |                              |
| 2015  |              | 1er tour (1/64) T. Townsend  |                               | 1er tour (1/32) S. Stephens   | 1/4 de finale G. Muguruza  |       |           |                               |                             |                              |                               |           |                              |
| 2016  |              | 1er tour (1/64) A. Beck      | 1er tour (1/64) M. Linette    |                               |                            |       |           | 1er tour (1/32) T. Bacsinszky |                             |                              |                               |           | 1er tour (1/32) E. Svitolina |
| 2017  |              | 1er tour (1/64) Ka. Plíšková | 4e tour (1/8) M. Lučić        |                               |                            |       |           |                               |                             |                              |                               |           |                              |
| 2018  |              |                              | 1er tour (1/64) A. Cornet     |                               |                            |       |           |                               |                             |                              | 1er tour (1/32) M. Keys       |           |                              |

Sous le résultat, l’ultime adversaire.

## Parcours aux Masters

### En double dames
| # | Date       | Nom de l'édition                              | ($)       | Surface    | Résultat               | Partenaire     | Ultimes adversaires                   | Score         |          |
| - | ---------- | --------------------------------------------- | --------- | ---------- | ---------------------- | -------------- | ------------------------------------- | ------------- | -------- |
| 1 | 25/10/2015 | BNP Paribas WTA Finals by SC Global Singapour | 7 000 000 | Dur (int.) | Round Robin (défaite)  | Lucie Šafářová | Chan Hao-ching Chan Yung-jan          | 6-2, 6-2      | Parcours |
| 1 | 25/10/2015 | BNP Paribas WTA Finals by SC Global Singapour | 7 000 000 | Dur (int.) | Round Robin (défaite)  | Lucie Šafářová | Caroline Garcia Katarina Srebotnik    | 6-2, 3-0, ab. | Parcours |
| 1 | 25/10/2015 | BNP Paribas WTA Finals by SC Global Singapour | 7 000 000 | Dur (int.) | Round Robin (victoire) | Lucie Šafářová | Garbiñe Muguruza Carla Suárez Navarro | 6-3, 7-61     | Parcours |
| 2 | 23/10/2016 | BNP Paribas WTA Finals by SC Global Singapour | 7 000 000 | Dur (int.) | Finale                 | Lucie Šafářová | Ekaterina Makarova Elena Vesnina      | 7-65, 6-3     | Parcours |

## Parcours aux Jeux olympiques

### En double dames
| # | Date       | Nom de l'olympiade                  | Surface    | Résultat       | Partenaire      | Ultimes adversaires             | Score            |          |
| - | ---------- | ----------------------------------- | ---------- | -------------- | --------------- | ------------------------------- | ---------------- | -------- |
| 1 | 06/08/2016 | Olympic Tennis Event Rio de Janeiro | Dur (ext.) | 1/8e de finale | Coco Vandeweghe | Timea Bacsinszky Martina Hingis | 6-4, 6-4         | Parcours |
| 2 | 31/07/2021 | Olympic Tennis Event Tokyo          | Dur (ext.) | 1/4 de finale  | Jessica Pegula  | Laura Pigossi Luisa Stefani     | 1-6, 6-3, [10-6] | Parcours |

### En double mixte
| # | Date       | Nom de l'olympiade                  | Surface    | Résultat       | Partenaire | Ultimes adversaires            | Score             |          |
| - | ---------- | ----------------------------------- | ---------- | -------------- | ---------- | ------------------------------ | ----------------- | -------- |
| 1 | 06/08/2016 | Olympic Tennis Event Rio de Janeiro | Dur (ext.) | Or             | Jack Sock  | Venus Williams · Rajeev Ram    | 63-7, 6-1, [10-7] | Parcours |
| 2 | 31/07/2021 | Olympic Tennis Event Tokyo          | Dur (ext.) | 1er tour (1/8) | John Peers | Laura Siegemund Kevin Krawietz | 6-4, 5-7, [10-8]  | Parcours |

## Parcours en Fed Cup
| #                                                                            | Date       | Lieu            | Surface      | Gagnante(s)                     | Perdante(s)                          | Score           |          |
| ---------------------------------------------------------------------------- | ---------- | --------------- | ------------ | ------------------------------- | ------------------------------------ | --------------- | -------- |
|                                                                              |            |                 |              |                                 |                                      |                 |          |
| 2009 - 1/2 finale (groupe mondial) - République tchèque - États-Unis - 2 : 3 |            |                 |              |                                 |                                      |                 |          |
| 1                                                                            | 25/04/2009 | Brno            | Dur (int.)   | Petra Kvitová                   | Bethanie Mattek                      | 6-3, 7-62       | Parcours |
| 1                                                                            | 25/04/2009 | Brno            | Dur (int.)   | Lucie Šafářová                  | Bethanie Mattek                      | 6-3, 6-1        | Parcours |
| 1                                                                            | 25/04/2009 | Brno            | Dur (int.)   | Liezel Huber Bethanie Mattek    | Iveta Benešová Květa Peschke         | 2-6, 7-62, 6-1  | Parcours |
|                                                                              |            |                 |              |                                 |                                      |                 |          |
| 2010 - 1/4 de finale (groupe mondial) - France - États-Unis - 1 : 4          |            |                 |              |                                 |                                      |                 |          |
| 2                                                                            | 06/02/2010 | Liévin          | Terre (int.) | Bethanie Mattek                 | Alizé Cornet                         | 7-67, 7-5       | Parcours |
| 2                                                                            | 06/02/2010 | Liévin          | Terre (int.) | Liezel Huber Bethanie Mattek    | Stéphanie Cohen Alizé Cornet         | 6-2, 6-3        | Parcours |
|                                                                              |            |                 |              |                                 |                                      |                 |          |
| 2010 - 1/2 finale (groupe mondial) - États-Unis - Russie - 3 : 2             |            |                 |              |                                 |                                      |                 |          |
| 3                                                                            | 24/04/2010 | Birmingham (AL) | Dur (int.)   | Elena Dementieva                | Bethanie Mattek                      | 6-4, 6-3        | Parcours |
| 3                                                                            | 24/04/2010 | Birmingham (AL) | Dur (int.)   | Bethanie Mattek                 | Ekaterina Makarova                   | 6-4, 2-6, 6-3   | Parcours |
| 3                                                                            | 24/04/2010 | Birmingham (AL) | Dur (int.)   | Liezel Huber Bethanie Mattek    | Elena Dementieva Alla Kudryavtseva   | 6-3, 6-1        | Parcours |
|                                                                              |            |                 |              |                                 |                                      |                 |          |
| 2010 - Finale (groupe mondial) - États-Unis - Italie - 1 : 3                 |            |                 |              |                                 |                                      |                 |          |
| 4                                                                            | 06/11/2010 | San Diego       | Dur (int.)   | Flavia Pennetta                 | Bethanie Mattek                      | 7-64, 6-2       | Parcours |
|                                                                              |            |                 |              |                                 |                                      |                 |          |
| 2011 - 1/4 de finale (groupe mondial) - Belgique - États-Unis - 4 : 1        |            |                 |              |                                 |                                      |                 |          |
| 5                                                                            | 05/02/2011 | Anvers          | Dur (int.)   | Yanina Wickmayer                | Bethanie Mattek                      | 6-1, 7-66       | Parcours |
| 5                                                                            | 05/02/2011 | Anvers          | Dur (int.)   | Kim Clijsters                   | Bethanie Mattek                      | 6-710, 6-2, 6-1 | Parcours |
|                                                                              |            |                 |              |                                 |                                      |                 |          |
| 2016 - 1er tour (groupe mondial II) - États-Unis - Pologne - 4 : 0           |            |                 |              |                                 |                                      |                 |          |
| 6                                                                            | 06/02/2016 | Kailua-Kona     | Dur (ext.)   | Bethanie Mattek Coco Vandeweghe | Klaudia Jans-Ignacik Paula Kania     | 6-1, 7-5        | Parcours |
|                                                                              |            |                 |              |                                 |                                      |                 |          |
| 2016 - Barrage (groupe mondial I) - Australie - États-Unis - 0 : 4           |            |                 |              |                                 |                                      |                 |          |
| 7                                                                            | 16/04/2016 | Brisbane        | Terre (ext.) | Bethanie Mattek Coco Vandeweghe | Daria Gavrilova Arina Rodionova      | 6-1, 6-4        | Parcours |
|                                                                              |            |                 |              |                                 |                                      |                 |          |
| 2017 - 1er tour (groupe mondial) - États-Unis - Allemagne - 4 : 0            |            |                 |              |                                 |                                      |                 |          |
| 8                                                                            | 11/02/2017 | Maui            | Dur (ext.)   | Bethanie Mattek Shelby Rogers   | Laura Siegemund Carina Witthöft      | 4-1 ab.         | Parcours |
|                                                                              |            |                 |              |                                 |                                      |                 |          |
| 2017 - 1/2 finale (groupe mondial) - États-Unis - République tchèque - 3 - 2 |            |                 |              |                                 |                                      |                 |          |
| 9                                                                            | 22/04/2017 | Wesley Chapel   | Terre (ext.) | Bethanie Mattek Coco Vandeweghe | Kristýna Plíšková Kateřina Siniaková | 6-2, 6-3        | Parcours |

## Classements WTA en fin de saison
| Année          | 2001 | 2002 | 2003 | 2004 | 2005 | 2006 | 2007 | 2008 | 2009 | 2010 | 2011 | 2012 | 2013 | 2014 | 2015 | 2016 | 2017 | 2018 | 2019 | 2020 | 2021 | 2022 | 2023 | 2024 |
| Rang en simple | 338  | 270  | 135  | 166  | 171  | 104  | 112  | 39   | 152  | 59   | 55   | 173  | 47   | 175  | 61   | 175  | 121  | 370  | 398  | 337  | 367  | –    | 1174 | –    |
| Rang en double | 524  | 533  | 106  | 106  | 120  | 47   | 36   | 26   | 17   | 17   | 17   | 35   | 36   | 268  | 3    | 5    | 8    | 65   | 24   | 20   | 15   | –    | 51   | 20   |

Source : (en) Classements de Bethanie Mattek-Sands sur le site officiel de la Fédération internationale de tennis

### Périodes au rang de numéro un mondiale
| # | Précédée par | Dates                   | Suivie par     | Nombre de semaines | Cumul |
| - | ------------ | ----------------------- | -------------- | ------------------ | ----- |
| 1 | Sania Mirza  | 09/01/2017 - 20/08/2017 | Lucie Šafářová | 32                 | 32    |